# Anastassia Savina
Anastasia Serguéïevna Savina (en russe : Анастасия Сергеевна Савина) née le 18 mars 1992, est une joueuse d'échecs française d'origine russe, qui a le titre de grand-maître international féminin. Anastasia est à la fois joueuse, entraineuse, organisatrice d'événement échiquéen et arbitre.
En 2022, elle devient civiquement et sportivement française.

## Carrière échiquéenne
Anastassia Savina obtient le titre de grand maître international féminin en 2010, celui de maître international (mixte) en 2011, et le titre d'entraîneur FIDE en 2014. Elle atteint son classement maximum en septembre 2014 avec un elo de 2434, quelques mois après son arrivée en France.
Elle joue pour le compte du club de Vandœuvre-lès-Nancy, dont elle est également entraîneuse.

### Championnat du monde féminin
En 2017, Anastasia se qualifie pour le championnat du monde féminin et est éliminée au deuxième tour par Shen Yang.

### Compétitions par équipes
Anastasia Savina joue avec la deuxième équipe nationale de Russie (équipe B) lors de l'Olympiade d'échecs de 2010 à Khanty-Mansiïsk (la Russie avait trois équipes féminines à l'olympiade disputée en Russie).
En 2013, elle remporte une médaille d'argent par équipes à l'Universiade d'été de 2013.
Elle joue pour la France lors de l'Olympiade d'échecs de 2022.
En Avril 2023 elle remporte avec l'équipe de France féminine la Mitropa cup.
Avec l'équipe féminine de Vandoeuvre elle remporte le championnat de France féminin des clubs 2023.
En 2023, avec l'équipe de France elle remporte la médaille de bronze lors du championnat du Monde féminin d'échecs rapides par équipes ; c'est la première fois que l'équipe Française atteint le podium,.
Au championnat d'Europe d'échecs des nations en novembre 2023, elle remporte avec l'équipe de France féminine la médaille de bronze (composition de l'équipe ː Deimante-Daulte-Cornette, Mitra Hejazipour, Pauline Guichard et Anastasia Savina).

### Championnats nationaux
- En 2006 : championne de Russie des moins de 14 ans.
- En 2009 : championne de Russie des moins de 18 ans
- En 2011 : championne de Russie des moins de 20 ans.

En 2023, Anastasia Savina termine à la troisième place au championnat de France de parties rapides.
Au championnat de France d'échecs féminin de 2023 (formule coupe à élimination directe) elle accède au podium, à la troisième place.

## Éditions
En 2017, elle traduit l'ouvrage de Yuri Razuvaev Gambits : les idées modernes.
Anastasia est co-autrice d'une série d'ouvrages pédagogiques en 17 volumes intitulé Les champions du monde du jeu d'échecs. Les parutions ont débuté en 2021.